# 竝武站
竝武站（朝鲜语：병무역；）曾为朝鲜半岛铁路金刚山线上的一个车站，位于江原道金刚郡内金刚里，已于1944年废止。

## 历史
- 1931年7月1日：开始使用。
- 1944年10月1日：停用本站。